# Bazarnes
Bazarnes is een gemeente in het Franse departement Yonne (regio Bourgogne-Franche-Comté) en telt 400 inwoners (2004). De plaats maakt deel uit van het arrondissement Auxerre.

## Geografie
De oppervlakte van Bazarnes bedraagt 19,2 km², de bevolkingsdichtheid is 20,8 inwoners per km².
De onderstaande kaart toont de ligging van Bazarnes met de belangrijkste infrastructuur en aangrenzende gemeenten.

## Demografie
Onderstaande figuur toont het verloop van het inwonertal (bron: INSEE-tellingen).